# Вторичная зондовая задача
Вторичная зондовая задача (англ. secondary probe task) — методика, предложенная Д. Канеманом в рамках ресурсной теории внимания. Данная методика использовалась им и другими исследователями в экспериментах для того, чтобы выявить, какое количество ресурса остается у испытуемого неиспользованным, когда он решает основную, первичную задачу. Первичная задача практически полностью задействует ресурс внимания, но его, как правило, хватает на то, чтобы выполнять вспомогательную вторичную задачу, которую и называют зондовой. Как только зондовая задача перестает выполняться, можно говорить о том, что весь ресурс ушел на выполнение первичной задачи. Важно, чтобы вторичная задача была легковыполнимой.
Методика вторичной зондовой задачи, наряду с подробным разбором экспериментов и основными положениями выдвинутой теории рассматривается Д. Канеманом в работе «Внимание и усилие», опубликованной в 1973 году.

## Значение и применение вторичной зондовой задачи
Д. Канеман предполагал, что внимание — это нечто похожее на «умственную энергию», некий ресурс, необходимый для множества задач. Если две задачи выполняются одновременно, одна из которых обозначена как основная, а другая, как вторичная, то запрос на ресурс первичной задачи должен быть выполнен в первую очередь. Следовательно, второстепенная задача может выступать мерой запасного ресурса, не требующегося для основной задачи. Производительность выполнения второстепенной задачи должна снижаться по мере того, как возрастает мощность, необходимая для решения основной задачи и количество направленных на нее усилий. Большинство модификаций вторичных задач использовалось в исследовательских целях для того, чтобы сравнить требования ресурса внимания, запрашиваемого на разных этапах решения основной задачи (e.g. Logan, 1978; Posner & Boies, 1971) или при ее разных условиях и вариациях (e.g., Britton, Westbrook, & Holdredge, 1978). Еще одно использование вторичной зондовой задачи заключалось в том, чтобы различать людей с разными навыками и умениями, при выполнении основной задачи.

## Эксперимент Д. Канемана, Д. Битти и И. Поллака  с использованием зондовой задачи
В 1967 году Д. Канеман, Д. Битти и И. Поллак проводили эксперимент, в котором изучали дефицит восприятия во время умственной задачи.
В данном исследовании семнадцать студентов-добровольцев одновременно выполняли две задачи: задачу преобразования ряда цифр и задачу обнаружения буквы на дисплее. Первая задача являлась основной, а вторая выступала в роли вторичной зондовой задачи.
Основная задача для испытуемых заключалась в следующем: субъект слышал последовательность из четырех цифр (например, 8340) и должен был ответить другой (9451), добавляя 1 к каждой цифре, которую он услышал. Набор цифр предъявлялся магнитофоном со скоростью одна цифра в секунду, и испытуемый должен был ответить с той же скоростью после паузы в 1 секунду. Ему платили премию в размере 2 центов за каждую правильно преобразованную последовательность, но только если время его ответа соответствовало.
В то же время испытуемый наблюдал за дисплеем, расположенным примерно в 40 см от его глаз, на котором мигали буквы со скоростью пять букв в секунду. Отображение начиналось за 1 секунду до того, как первая цифра из последовательности была представлена магнитофоном, и прекращалось через 1 секунду после того, как испытуемый закончил отвечать на задачу с цифрами. Субъект сообщал после каждого испытания, была ли буква K среди представленных на экране. Ему платили 1 цент, если он правильно сообщил о появлении или отсутствии буквы K на дисплее. Он также получал штраф в 5 центов за сообщение о том, что буква K была представлена, если на самом деле она не предъявлялась. При этом не было никаких штрафов, если испытуемый не сообщал о предъявленной букве К.
Было проведено 100 тестов с двойным заданием, в которых выполнялись  как умственная деятельность, так и задача обнаружения. В 25 из них стимул К не был показан. В случаях, когда он появлялся, он с равной вероятностью мог быть показан в любой из пяти моментов в течение испытания (хотя субъекты не знали об этом): на первой или третьей цифре, которую слышал субъект; во время паузы; на второй или четвертой цифре, уже когда он говорил новую последовательность. Кроме того, было проведено 20 тестовых испытаний только с основной задачей, перед которыми испытуемый был проинформирован о том, что буква K не появится, а также 20 испытаний только на обнаружение стимула, в которых задача трансформации была сделана очень простой - испытуемый слышал 1111 и говорил 2222. Различные условия предъявления были представлены в каждом из пяти блоков. Каждый блок состоял из 28 испытаний. Последовательность блоков была изменена для разных испытуемых, чтобы предотвратить эффект порядка.
В результате, испытуемые были намного успешнее в задаче обнаружения стимула К, когда задача трансформации последовательности цифр не требовалась. 17 испытуемых пропустили оценку стимула К в среднем в 31,5 процентах испытаний при выполнении и основной и вторичной задачей. В испытании только на выявление стимула К ошибки были допущены только в 11,5 процентах случаев. Ложные выявления стимула также чаще встречались в испытаниях с двойной задачей: 11 процентов против 3,5 процентов в испытаниях, связанных только с обнаружением стимула К. Такие результаты указывают на потерю чувствительности восприятия в ситуации двойного задания.
Взаимодействие между обнаружением буквы К и преобразованием ряда цифр было аналогичным. Испытуемые правильно выполнили задачу с цифрами в 81,9 процентах испытаний, в которых не требовалось выполнение вторичной задачи. Они сделали значительно больше ошибок, когда также должны  были распознать стимул K (72,8 процента правильных решений). Неудачи преобразования ряда цифр в условии двойной задачи, по-видимому, были связаны с необходимостью наблюдения за K, а не с событием его обнаружения: даже когда буква K не отображалась на экране, субъекты совершали больше ошибок преобразования, чем в условии только преобразования без вторичной задачи. Момент появления стимула K не оказывал никакого влияния на успешность преобразования ряда цифр.
Таким образом, в данном эксперименте эффективность обнаружения стимула во вторичной зондовой задаче пострадала больше, чем пострадала умственная деятельность преобразования ряда цифр. Изменение схемы вознаграждения, вероятно, могло бы изменить этот результат.

## Примеры современных исследований
Данная методика продолжает использоваться в современных исследованиях, связанных с вниманием, памятью и решением задач. Если во второй половине двадцатого века научное сообщество, включая Д. Канемана и его последователей, использовали вторичную зондовую задачу для выдвижения и проверки различных концепций внимания, то в настоящее время исследования направлены на более узкие темы. Ниже представлено несколько примеров таких исследований.

##### Исследование консолидации мультифункциональных элементов в визуальной рабочей памяти
В 2011 году пара канадских исследователей (Билана Стевановски, Пьер Джоликер) изучали вопрос того, требуется ли больше ресурсов внимания для восприятия многопризнаковых объектов (например, содержащих цвет и ориентацию), чем для восприятия однопризнаковых (например, цвет) в визуальной рабочей памяти (WM). Была использована двухзадачная процедура: субъекты выполняли задачу на визуальную рабочую память, а также вторичную пробную задачу, иногда одновременно. В задаче на визуальную рабочую память испытуемые решали, являются ли два дисплея (содержащие от одного до четырех объектов, состоящих из одной или двух модальностей) одинаковыми или разными. Во вторичной зондовой задаче необходимо было распознавать звуковой тон. При отдельном выполнении вторичная задача решалась без проблем. Однако, при одновременном выполнении обеих задач производительность в ней ухудшалась; тем не менее, затраты на производительность во вторичной задаче при предъявлении дисплеев с однопризнаковыми объектами оказались не больше, чем для дисплеев с многопризнаковыми объектами. Результаты показали, что для консолидации одномодальных и многомодальных объектов необходимы эквивалентные ресурсы внимания.

#### Исследование о связи возрастных нарушений с умением построить маршрут при помощи зрительного контроля
Данное исследование проводилось английскими (Кристофер Хилтон, Себастьен Миллет, Тимоти Слаттери - младший) и австралийским ученым (Ян Винер) в Борнмутском университете в 2019 году. Они исходили из того, что обычно взрослые люди пожилого возраста демонстрируют меньшую способность к изучению маршрута по сравнению с более молодыми людьми. В этом эксперименте была исследована роль зрительного внимания через отслеживание взгляда и через задействование ресурсов внимания у пожилых людей, испытывающих сложности при изучении маршрута. Участникам был показан маршрут в реалистичной виртуальной среде, а затем проводилась проверка их знания маршрута. Молодые и пожилые люди сравнивались по траектории их взгляда во время изучения маршрута и по времени их реакции на вторичную зондовую задачу в качестве меры задействованного внимания. В данном исследовании она представляла собой реакцию на звуковой сигнал. Результаты показывают дефицит знаний о маршруте у пожилых людей по сравнению с более молодыми людьми, что согласуется с предыдущими исследованиями. Было также показано, что время реакции на вторичную задачу больше в точках принятия решения, чем в более простых местах маршрута. Это указывает на более сильное задействование внимания в местах, где необходимо сориентироваться. Однако не было обнаружено различий между возрастными группами. Это позволило сделать вывод, что возрастные изменения, сказывающиеся на способности к обучению маршрутам, не отражаются в изменениях контроля зрительного внимания пожилыми людьми.